# Гянджалиев, Турал Бабашах оглы
Турал Бабашах оглы Гянджалиев (азерб. Tural Babaşah oğlu Gəncəliyev; Шуша, Нагорно-Карабахская автономная область, Азербайджанская ССР, СССР) — депутат Национального собрания Азербайджана VI, VII созывов от города Ханкенди.

## Биография
Родился 6 марта 1980 года в г. Шуша. Начальное образование получил в средней школе № 4 в Шуше. В 1987 году поступил в музыкальную школу им. Ниязи города Шуша. В мае 1992 года вместе с семьёй переехал в Баку и продолжил образование там. 
В 2000 году окончил юридический факультет Бакинского государственного университета, в 2002 году получил степень магистра.
С августа 2004 года работал референтом Управления по проблемами безопасности в Министерстве иностранных дел Азербайджана. С января 2006 года — атташе того же департамента. С 1 мая 2008 года назначен на должность третьего секретаря.
В 2008—2013 годах работал в посольстве Азербайджана в Канаде. С 1 октября 2014 года являлся первым секретарём посольства Азербайджана в Чехии. 
Служил первым секретарём Управления международного права и отношений Министерства иностранных дел Азербайджана (до 10 января 2020 года).
20 декабря 2018 года был избран председателем азербайджанской общины Нагорного Карабаха.
На внеочередных парламентских выборах, состоявшихся 9 февраля 2020 года, избран депутатом Национального собрания Азербайджана VI созыва от Ханкендинского избирательного округа № 122.
Руководитель межпарламентской рабочей группы Азербайджан — Канада.
Руководитель Комитета по парламентскому сотрудничеству между Европейским союзом и Национальным собранием Азербайджана. 
Член комитета по правам человека, комитета по международным отношениям и межпарламентским связям Национальныого собрания.
Член Государственной комиссии по делам военнопленных, заложников и без вести пропавших граждан Азербайджана.
С 30 апреля 2020 года по 22 января 2023 года являлся членом азербайджанской делегации в ПАСЕ. С 23 января 2023 года — заместитель в делегации.
В 2024 году на парламентских выборах в Азербайджане, которые состоялись 1 сентября, одержал победу в Ханкендинском избирательном округе №122. Официально избран депутатом Милли Меджлиса Азербайджана седьмого созыва, первое заседание которого состоялось 23 сентября 2024 года.
Владеет русским, английским и французским языками.